# ПФК Локомотив (София) през сезон 2017/18
Сезон 2017/18 е 89-ият сезон в историята на Локомотив София и 2-рият пореден сезон във Втора лига. Той обхваща периода от 23 юли 2017 г. до 19 май 2018 г.
В крайното класиране за сезона Локомотив заема 2-ра позиция, след като до последно се бори за първото място в лигата. Шампионата се печели от Ботев (Враца), победили в последния си мач Монтана, които излизат с голяма част от резервните си футболисти. Паметен за Локомотив е мача в Царско село, къде железничарите са подкрепени от стотици фенове въпреки цените на билетите от 20 лв. (при средна цена на билет в лигата 3 лв.). В двубоя Локомотив незаслужено остава с човек по-малко и не е отсъдена дузпа за железничарите, но дори с намаления състав Локомотив записва победа с 1:2. Като завършили на второ място Локомотив се изправя в бараж за класиране в Първа лига срещу Витоша (Бистрица). Абсурдно двубоя се играе в Пловдив, което принуждава стотица коли с локомотивци да пътуват в делничния ден и последвалата нощ. Железничарите водят до самия край на продълженията с 2:1, но в последните секунди резултата е изравнен, а при дузпите Витоша печели.
За Купата България На 1/8 финалите Локомотив губи с 1:0 като гост на ФК Литекс в град Ловеч.

## Преглед на сезона
| Турнир             | Стартиране  | Класиране  | Първи мач         | Последен мач     |
| ------------------ | ----------- | ---------- | ----------------- | ---------------- |
| Втора лига         | –           | 2          | 23 юли 2017       | 19 май 2018      |
| Купата на България | 1/16 финали | 1/8 финали | 20 септември 2017 | 24 октомври 2018 |

* Всички срещи са в българско часово време

* Последна промяна: 14 септември 2019

## Състав2017/2018
37 футболисти са част от състава, като 31 записват участие в двубоите от първенството на втория ешелон на българския футбол.